# Episodi di Pianeta Terra - Cronaca di un'invasione (prima stagione)
La prima stagione della serie televisiva Pianeta Terra - Cronaca di un'invasione, composta da 22 episodi, è stata trasmessa in syndication dal 6 ottobre 1997 all'11 maggio 1998.
In Italia è andata in onda su Rai 1 dal 19 febbraio 2000 al 27 dicembre 2000.
| nº | Titolo originale          | Titolo italiano             | Prima TV USA     | Prima TV Italia  |
| -- | ------------------------- | --------------------------- | ---------------- | ---------------- |
| 1  | Decision                  | La decisione                | 6 ottobre 1997   | 19 febbraio 2000 |
| 2  | Truth                     | La verità                   | 13 ottobre 1997  | 20 febbraio 2000 |
| 3  | Miracle                   | Il miracolo                 | 20 ottobre 1997  | 4 marzo 2000     |
| 4  | Avatar                    | Avatar                      | 27 ottobre 1997  | 27 febbraio 2000 |
| 5  | Old Flame                 | La vecchia fiamma           | 3 novembre 1997  | 26 febbraio 2000 |
| 6  | Float like a Butterfly    | Il volo della farfalla      | 10 novembre 1997 | 11 marzo 2000    |
| 7  | Resurrection              | Il movimento di liberazione | 17 novembre 1997 | 12 marzo 2000    |
| 8  | Horizon Zero              | Destinazione Marte          | 24 novembre 1997 | 18 marzo 2000    |
| 9  | Scorpions Dream           | Il sogno degli scorpioni    | 29 dicembre 1997 | 5 marzo 2000     |
| 10 | Live Free or Die          | Libertà o morte             | 5 gennaio 1998   | 19 marzo 2000    |
| 11 | The Scarecrow Returns     | Clonazione                  | 12 gennaio 1998  | 26 marzo 2000    |
| 12 | Sandovals Run             | La fuga di Sandoval         | 19 gennaio 1998  | 25 marzo 2000    |
| 13 | The Secret of Strandhill  | Il segreto di Strand Hill   | 2 febbraio 1998  | 1º aprile 2000   |
| 14 | Pandora's Box             | Il vaso di Pandora          | 9 febbraio 1998  | 8 aprile 2000    |
| 15 | If You Could Read My Mind | Il dono di Ma'el            | 16 febbraio 1998 | 9 aprile 2000    |
| 16 | Wrath of Achilles         | Lotta al virus              | 23 febbraio 1998 | 2 aprile 2000    |
| 17 | The Devil You Know        | Trapianto cerebrale         | 13 aprile 1998   | 15 aprile 2000   |
| 18 | Law and Order             | Pena di morte               | 20 aprile 1998   | 16 aprile 2000   |
| 19 | Through the Looking Glass | Attraverso lo specchio      | 27 aprile 1998   | 22 aprile 2000   |
| 20 | Infection                 | Infezione                   | 27 luglio 1998   | 23 aprile 2000   |
| 21 | Destruction               | Lo specialista              | 4 maggio 1998    | 29 aprile 2000   |
| 22 | The Joining               | Il camaleonte               | 11 maggio 1998   | 27 dicembre 2001 |